# Aidoru (gruppo musicale)
Gli Aidoru sono un gruppo musicale italiano di musica sperimentale attivo dal 1990.
Le loro influenze vanno dal jazz al rock, dalla musica classica al punk rock.

## Storia del gruppo
Il gruppo nacque nel 1990 sotto il nome di Konfettura, facendo come genere principale il punk rock. Successivamente modificarono il proprio stile musicale e nel 1996 pubblicarono l'EP di debutto Son qui.
Dopo aver modificato il proprio nome in Aidoru, nel 2001 pubblicarono l'album Cinque piccoli pezzi per gruppo con titolo che ottiene una discreta attenzione da parte del pubblico e della critica. Inizia una grande collaborazione con il Teatro Valdoca e con la compagnia teatrale Cesenate che permette loro di eseguire i brani nei loro spettacoli teatrali.
Nel 2004 è stata la volta del secondo album 13 piccoli singoli radiofonici. La critica rimane sorpresa positivamente dalla varietà dei generi presenti nell'album. Nel 2007 collaborano con il cantautore John De Leo al brano Sinner, presente nell'album Vago svanendo.
Nel 2009 incidono un doppio album intitolato Songs canzoni-Landscapes paesaggi..
Nel 2011 partecipano al 41º Festival Internazionale del Teatro in Piazza di Santarcangelo di Romagna.
Nel 2012 esce Zodiaco elettrico,un album live che si muove tra musica jazz e rock ispirandosi al Tierkreis di Karlheinz Stockhausen, formato da 12 melodie ognuna rappresentante un segno zodiacale.

## Formazione
- Dario Giovannini – voce, chitarra
- Michele Bertoni – chitarra
- Mirko Abbondanza – basso
- Diego Sapignoli – batteria

## Discografia

### Album in studio
- 2001 – Cinque piccoli pezzi per gruppo con titolo - World Too Small
- 2005 – 13 piccoli singoli radiofonici - Snowdonia Dischi/Audioglobe
- 2007 – Nove buone nuove
- 2009 – Songs canzoni-Landscapes paesaggi - Aidoru Associazione/Trovarobato
- 2012 – Zodiaco elettrico

### EP
- 1996 – Son qui (pubblicato come Konfettura)